# Zajtay Imre
Zajtay Imre, születési és 1934-ig használt nevén Zaitschek Imre (Budapest, 1912. augusztus 3. – Párizs, 1983. szeptember 23.) magyar jogász, egyetemi tanár, a politikatudomány doktora (1935).

## Életpályája
Zajtay Artúr (1872–1951) királyi fővegyész, szakíró és Földvári Irén fiaként született zsidó családban. Középiskolai tanulmányait a Budapesti II. kerületi Érseki Katolikus Reálgimnáziumban végezte. 1919. július 12-én kikeresztelkedett a katolikus vallásra. 1934-ben családnevét apjához hasonlóan Zajtayra változtatta.
A budapesti Pázmány Péter Tudományegyetemen jogi tanulmányokat végzett 1930–1934 között, majd ugyanitt 1934–1935-ben adjunktus volt. 1935–1940 között joggyakornok és bírósági titkár volt a Pesti Járásbíróságon. 1936–1938 között a Párizsi Egyetem ösztöndíjasa volt.
1940–1948 között bírósági ülnök volt Budapesten, majd az Igazságügyi Minisztériumban bírósági tanácsosként, miniszteri osztálytanácsosként, miniszteri tanácsosként dolgozott. 1948-ban Párizsba ment, ahol jogi doktori címet szerzett.
1950–1952 között a Párizsi Egyetemen tanult. 1957–1964 között a Nemzetközi Jogtudományi Társaság főtitkára volt. 1958-ban habilitált a Mainzi Egyetemen. 1959–1960-ban a Pennsylvaniai Egyetem vendégprofesszora volt.
1961–1973 között a Mainzi Egyetemen a francia magán- és polgári eljárásjog, a nemzetközi magánjog és az összehasonlító jog professzora volt az Állam- és Jogtudományi Kar, Közgazdaságtudományi Karán.
1970-től a Nemzeti Kutatóközpont igazgatója volt Párizsban. 1973–1976 között a francia magánjog és polgári eljárásjog, a nemzetközi magánjog, az összehasonlító jog, a jog és közgazdaságtan professzora volt. 1976–1983 között a Mainzi Egyetem Jogi és Közgazdasági Szeminárium Jogi Tanszékének egyetemi tanára volt.
1980-tól a Párizsi Egyetem emeritus professzora lett.
Tiszteletbeli főszerkesztője volt a Revue International de Droit Comparé című folyóiratnak.

## Művei
- A polgári eljárásjog legújabb szabályai (1945 január-1946 május; Mikos Ferenccel, Budapest, 1945, 1947)
- Introduction à l'étude du droit hongrois (Párizs, 1953)
- Contribution á ľ étude de la condition de la loi étrangáre en droit international privé français (Párizs, 1958, németül)
- Zur Stellung des ausländischen Rechts im französischen internationalen Privatrecht (Berlin, 1963)
- Beiträge zur Rechtsvergleichung. Ausgewählte Schriften (Tübingen, 1976)